# El Fortín (Palma de Mallorca)
El Fortín (en catalán Es Fortí) es un barrio de la ciudad española de Palma de Mallorca, Baleares.
Se encuentra delimitado por los barrios de Plaza de los Patines, Son Cotoner, Son Dameto, Campo de Serralta y Buenos Aires.
Alcanzaba en el año 2007 la cifra de 7.191 habitantes.
- Datos: Q5837366